# Kawle Dolne
Kawle Dolne (kaszub. Dólné Kawle) – część kolonii Kawle Górne w Polsce, położona w województwie pomorskim, w powiecie kartuskim, w gminie Przodkowo.
W latach 1975–1998 Kawle Dolne administracyjnie należały do województwa gdańskiego.